# Kurt Hüpfner
Kurt Hüpfner (* 22. Dezember 1930 in Wien; † am oder vor dem 3. November 2022) war ein österreichischer bildender Künstler.

## Leben
Kurt Hüpfner begann 1947 die Ausbildung zum Gebrauchsgrafiker an der Höheren Graphischen Lehr- und Versuchsanstalt in Wien-Neubau und schloss diese 1950 ab. Seine künstlerische Entwicklung war stark mit der intensiven Beschäftigung mit modernen und zeitgenössischen Kunstströmungen verbunden und prägte Hüpfner nachhaltig in seiner stetigen Suche nach einer eigenen künstlerischen Ausdrucksform.
Hüpfners künstlerisches Schaffen blieb lange Zeit im Verborgenen. 2006 nahm er erstmals an einer Gruppenausstellung teil. 2016 wurde seine erste museale Ausstellung „Kurt Hüpfner. Aus dem Verborgenen“ im damaligen 21 Haus, jetzt Belvedere 21, eröffnet. Seit 2016 wird im Belvedere Research Center das Online-Werkverzeichnis „Kurt Hüpfner“ erstellt und um neue Arbeiten laufend ergänzt. 
Hüpfner lebte und arbeitete in Wien.

## Werk
Kurt Hüpfners Werk war entschieden geprägt von Kindheitserinnerungen an das NS-Regime, die ständige Bedrohung während der Kriegszeit und an die Nachkriegszeit. Das mehr als 3100 Werke umfassende Schaffen Kurt Hüpfners beinhaltet Plastiken, Assemblagen, Collagen, Gemälde, Wandbehänge, Karikaturen, Druckgrafik (Siebdruck), Konvolute und Textbilder sowie zahlreiche Zeichnungen und Graphic Novels. Verschiedene Kunstgattungen verschmolzen und der Künstler kombinierte Zeichnungen, Gemälde sowie Objekte zu neuen Installationen oder Werkgruppen.
Zentrales Thema in Hüpfners Werk war eine Welt der Vorahnung und Prophezeiung. Diese bezeichnete er als „Omen“. Besondere Dinge oder Menschen, denen der Künstler begegnet, werden in seinem Empfinden magisch aufgeladen und manifestierten das Walten einer unsichtbaren Kraft. Häufig stellten Hüpfners Arbeiten mythologische oder sagenhafte Wesen dar, aber auch literarische, historische und politische Figuren beschäftigen ihn. Immer wieder verarbeitete der Künstler auch Erinnerungen an Krieg und Terror oder aktuelle tagespolitische Ereignisse.
Die Zeichnung war für Kurt Hüpfner stets Ausgangspunkt seiner künstlerischen Arbeit. Hüpfners automatisches Zeichnen rührte an die gestisch-abstrakte Seite informeller Kunst, ohne jemals zur Gegenstandslosigkeit vorzudringen. Hüpfners Malerei zeigte seit Anfang der 1980er Jahre deutliche Parallelen zu neoexpressionistischen und neosymbolistischen Tendenzen, die bei ihm zu einer Synthese zwischen der italienischen Bewegung der Transavanguardia und der neuen wilden Malerei führte. Die plastischen Werke von Kurt Hüpfner beruhten meist auf der systematischen Übersetzung einer einzelnen Zeichnung ins Dreidimensionale. Dieser Tatsache war es geschuldet, dass die Figuren häufig perspektivische Verzerrungen aufweisen, welche in der Zeichnung ihren Ursprung hatten. Die schon auf dem Papier angelegte äußere Kontur blieb für die dreidimensionale Umsetzung essenziell.

## Ausstellungen

### Einzelausstellungen
- 2007: Galerie Sonnensegel, Wien
- 2011: Galerie Dana Charkasi, Wien
- 2016: Belvedere21, Wien[1]
- 2018: Galerie Ruberl, Wien
- 2019: Kunstraum im Kinsky, Wien

### Ausstellungsbeteiligungen
- 2006: Museumsquartier Wien
- 2007: Quartier 21 Museumsquartier Wien
- 2008: Galerie Altnöder, Salzburg, mit Ernst Schmid
- 2010: Galerie Altnöder, Salzburg
- 2011: Künstlerhaus Klagenfurt
- Galerie Altnöder, Salzburg
- 2015: Belvedere21, Wien

### Werke in Sammlungen
- Österreichische Galerie Belvedere